# Włodzimierz Zawadzki (fizyk)
Włodzimierz Zawadzki (ur. 4 stycznia 1939 w Warszawie, zm. 7 sierpnia 2021 tamże) – polski fizyk teoretyk, profesor dr hab., specjalista w zakresie fizyki półprzewodników, poeta i prozaik.

## Życiorys

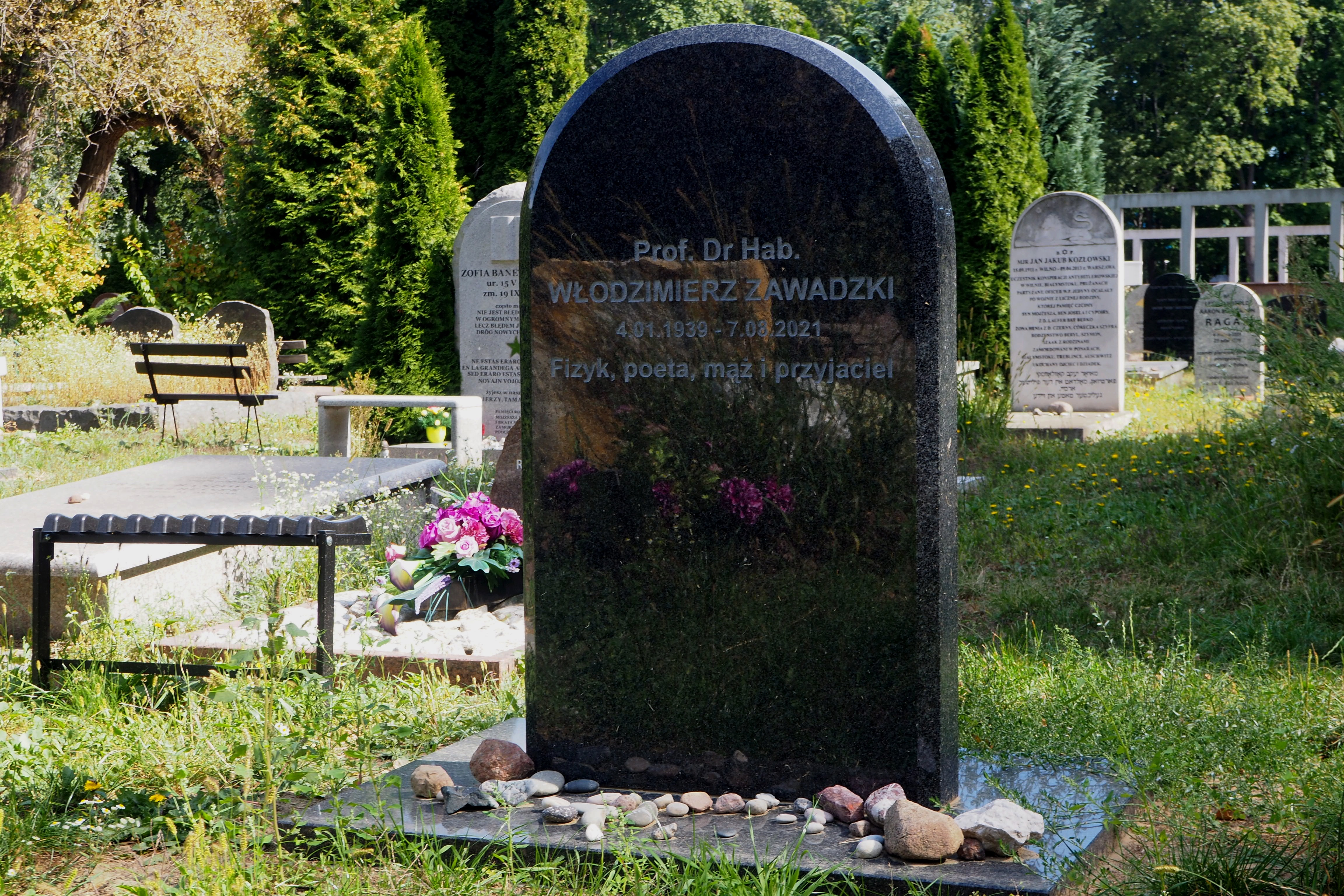
Grób prof. Włodzimierza Zawadzkiego na cmentarzu żydowskim przy ul. Okopowej w Warszawie

W 1977 roku został profesorem w Instytucie Fizyki Polskiej Akademii Nauk. Autor ponad 170 prac z zakresu fizyki półprzewodników, a także dwóch zbiorów poezji i powieści Wielki inkwizytor. 20 sierpnia 1980 roku podpisał apel 64 uczonych, pisarzy i publicystów do władz komunistycznych o podjęcie dialogu ze strajkującymi robotnikami. W latach 1993–1998 publikował felietony w tygodniku Polityka.
W 1997 laureat Medalu Smoluchowskiego. W 1973 wystąpił w filmie Iluminacja w reżyserii Krzysztofa Zanussiego jako asystent.

## Publikacje

### Poezja
- Wańka wstańka, Wydawnictwo im. Lecha Zondka, Poznań 1990
- Szekspir socjalu, Quantum, 1991

### Proza
- Wielki inkwizytor, Polska Oficyna Wydawnicza "BGW", Warszawa 1993 ISBN 83-7066-543-8